# Selhariz
Selhariz era una freguesia portuguesa del municipio de Chaves, distrito de Vila Real.

## Geografía
Estaba situada en la zona suroccidental del municipio, a 17 km de Chaves. 

## Organización territorial
La freguesia estaba compuesta por núcleos de población de Fornos, Selhariz, Valverde y Vila Rei o Vila Rel (esta última ya despoblada).

## Historia
Fue suprimida el 28 de enero de 2013, en aplicación de una resolución de la Asamblea de la República portuguesa promulgada el 16 de enero de 2013 al unirse con las freguesias de Arcossó,Vidago y Vilarinho das Paranheiras, formando la nueva freguesia de Vidago.

## Economía
Selhariz era una freguesia eminentemente rural, aquejada de un intenso proceso de despoblación en los últimos decenios (tenía 593 habitantes en el censo de 1950). A la agricultura como principal actividad económica se han sumado en los últimos años algunos establecimientos de turismo rural. 

## Patrimonio
En su patrimonio histórico-artístico cabe citar la iglesia parroquial y la antigua almazara o molino de aceite.